# Lisa Jakub
Lisa Jakub (Toronto, 27 de dezembro de 1978) é escritora estadunidense-canadense, professora de ioga e ex-atriz.
Ela é mais conhecida por seu papel como Lydia Hillard no filme Uma Babá Quase Perfeita e Alicia Casse em Independence Day.

## Biografia
Jakub nasceu em 27 de dezembro de 1978, em Toronto, Ontário. Ela é descendente de eslovaco (pai) e galês e escocês (mãe). Ela frequentou várias escolas em sua infância , incluindo Hillfield Strathallan College.
O primeiro papel de Jakub foi como a neta de Katis no filme de 1985, "Eleni". Ela apareceu no filme de comédia dramática "Uma Babá Quase Perfeita" (1993) ao lado de Mara Wilson, Sally Field, Matthew Lawrence e Robin Williams. Quando Jakub recebeu o papel de Lydia em "Uma Babá Quase Perfeita", seu colégio a expulsou por acumular muitas ausências. Robin Williams escreveu uma carta para a escola de Jakub, implorando para que readmitissem Jakub, mas não teve sucesso.
Ela interpretou Sandra em "Matinee" (1993), apareceu em A Pig's Tale (1994) e "Independence Day" (1996), The Beautician and the Beast (1997), e representou a "inspiração" para a Princesa Leia no curta-metragem George Lucas in Love (1999). Ela estrelou em Picture Perfect (1995) e interpretou um trabalhador de bordel no Velho Oeste americano em Painted Angels (1997).
Jakub se formou em Sociologia pela University of Virginia em 2010.

## Vida Pessoal
Depois de se aposentar da atuação em 2001 aos 22 anos, Jakub se mudou para a Virgínia e se casou com seu melhor amigo de longa data, o ex-empresário de teatro de Hollywood Jeremy Jones, em 2005. Ela declarou publicamente que não tinha planeja voltar a atuar. Jakub mais tarde se tornou uma escritora, autora de dois livros chamados You Look Like That Girl (2015) e Not Just Me (2017) e contribui regularmente para blogs online. Jakub também é uma professora de ioga Kripalu qualificada. Ela tem discutido abertamente suas batalhas contra ansiedade, depressão e ataques de pânico, dos quais ela sofre desde a adolescência, e credita sua prática de ioga a ajudá-la a superar suas batalhas.

## Livros
- 2015 - You Look Like That Girl (Você se Parece com aquela garota)
- 2017 - Not Just Me (Não sou só eu)

## Filmografia

### Filmes
- 1985 - Eleni
- 1991 - Rambling Rose
- 1993 - Martinee
- 1993 - Uma Babá Quase Perfeita
- 1994 - The Pig's Tale
- 1996 - Independence Day
- 1997 - A Eletricista e a Fera
- 1998 - Painted Angels
- 1999 - Um Passeio na lua
- 1999 - George Lucas Apaixonado
- 2000 - Moldura dupla

### Televisão
- 1986 - O Direito do Povo
- 1988 - Era Uma vez um gigante
- 1989 - Glória! Glória!
- 1989 - O Telefonema
- 1990 - Côrte Noturna
- 1991 - The Story Lady
- 1994 - Devido ao Sul
- 1995 - Luta pela Justiça
- 1996 - Acerto de Contas
- 1997 - A Beira da Inocência
- 1998 - Casa dos sonhos
- 1999 - Mentores
- 1999 - Jack e Jill
- 2000 - Os Diários Reais